# Santa Colomba de Curueño
Santa Colomba de Curueño es un municipio y lugar español de la provincia de León, en la comunidad autónoma de Castilla y León. Está situado en un estrecho valle de pastizales y parte sedimentaria formado por el tramo final del río Curueño hasta su unión con el río Porma. Cuenta con una población de 507 habitantes (INE 2024), repartidos en ocho núcleos de población: Ambasaguas de Curueño, Barrillos de Curueño, Barrio de Nuestra Señora, Devesa de Curueño, Gallegos de Curueño, La Mata de Curueño, Pardesivil y Santa Colomba de Curueño.
Como localidad podemos encontrar testimonio de asentamientos en la zona desde principios del siglo X, con la existencia documentada del Castillo de San Salvador dominando la loma izquierda del río Curueño, enfrente mismo del actual pueblo. Cabe reseñar que el poblamiento tiene bases antiguas, de rastro histórico incontestable: como el núcleo romano de Fructa Aripa, junto al castillo de San Salvador. Durante la Baja Edad Media el territorio estuvo erizado de castillos y torreones, testigos de su valor estratégico. En el plano civil, el Concejo del Valle del Curueño (que comprendía los terrenos entre La Cándana de Curueño y Devesa de Curueño) formó parte, con muy variadas vicisitudes, del señorío de los Guzmanes. Los enlaces de esta rama nobiliaria hacen que a partir del siglo XVIII el dominio territorial y administrativo esté en manos del Señorío de la Casa y Estado de Toral, gobernado desde un palacio solariego que la familia tenía en Vegas del Condado. Cuando en 1837 se configuraron los modernos Ayuntamientos, Santa Colomba de Curueño lo fue con el número 22, pasando a ser hasta la actualidad cabeza de Ayuntamiento del Municipio.
Su patrimonio histórico y cultural sorprende por la extensa dotación de edificios civiles y religiosos que, desde épocas muy remotas, jalonan el pueblo. A destacar el Castillo de San Salvador, la Ermita del Santo Cristo del siglo XVII, el Cristo es precisamente el titular de la iglesia parroquial de Santa Colomba de Curueño (auténtica joya predominantemente barroca con piezas románicas y góticas) en cuyo honor se celebra la fiesta mayor del pueblo el día 14 de septiembre (que suele adelantarse al primer domingo del mes ) y la Ermita de Santa Ana del siglo XVI y su romería el 26 de julio, principal atractivo de la localidad donde el pueblo entero sube a la Ermita con su pendón, recuperando las tradiciones, y una brillante fiesta popular convierte el día en la manifestación municipal por excelencia.
En los últimos cien años el municipio se ha visto afectado por la despoblación del entorno rural en España. A pesar de ello, el pueblo tiene un pasado de historia y religiosidad, tiene además un futuro garantizado, por el empeño de sus vecinos, la belleza de su entorno y el talante acogedor de sus gentes y se afana, junto a su municipio, en encauzar su futuro superando el presente de las comunidades rurales.

## Geografía
El municipio de Santa Colomba de Curueño, con sus ocho núcleos de población, abarca el tramo final del río Curueño hasta su unión con el río Porma; está ubicado en un estrecho valle de pastizales en la parte sedimentaria del río Curueño. Durante el Cuaternario, el río ha modelado, mediante la divagación lateral de su cauce, este valle fluvial, plano, entre las laderas laterales que lo separan del Torío y del Porma.
Entre el municipio de La Vecilla y el de Vegas del Condado, la distancia desde León es de tan solo 25 km y de 31 hasta Santa Colomba. Sus ocho pueblos se encuentran alineados cerca del río, desde Pardesivil hasta su unión con el Porma, en terreno comunal de Devesa de Curueño. Estamos, por lo tanto, en un paisaje típicamente de ribera.
| Noroeste:               | Norte: La Vecilla      | Noreste:          |
| Oeste: Garrafe de Torío |                        | Este: Vegaquemada |
| Suroeste                | Sur: Vegas del Condado | Sureste:          |

La vegetación del entorno es aún amplia y exuberante, a pesar de las agresiones del hombre y de los siglos. Coloniza hasta el 47 % del territorio, aunque es raro encontrar verdaderos bosques, que en amplios espacios se encuentran en forma arbustiva o semi-arbustiva. Las especies forestales de este dominio son las típicas de ribera: Chopos, álamos, negrillos, roble melojos, encinas, fresnos, alisos, sauces o paleras y mimbreras, endrinos, y últimamente los pinos de repoblación, éstas coníferas son de diversos tipos (pinaster, laricio y silvestris) y se introdujeron a partir de 1944. En los sotos aparecen diversas clases de zarzas y espinos, zarzamora, espino blanco, juncos espadañas y carrizos, a nivel más bajo una insidiosa invasión floral recorre los caminos y festonea los sotos que dan al río.

## Historia

### Noticias fundacionales de los pueblos (siglos X–XI)
Según investigaciones de Sánchez Badiola los pueblos del Valle del Curueño entran en la historia a medida que su nombre aparece por primera vez en los documentos escritos. Seguramente su fundación es anterior, pero nada nos autoriza a afirmarlo. Siguiendo a este autor, las menciones documentales comienzan con Ambasaguas (Inter ambas aquas, año 959) y finalizan con Santa Colomba, en 1159. Las citas figuran en las Colecciones Diplomáticas de Sahagún, Otero de las Dueñas y la Catedral de León. A través de estas fechas fundacionales, vemos cómo el tablero de los pueblos se completa a lo largo del siglo XI.

### Templarios y Caballeros de Alcántara (siglos XII–XII)
En esta etapa, aún turbulenta, se establecieron aquí estas órdenes religiosas, con el objetivo de defender a los peregrinos que confluían hacia el norte, por la antigua calzada romana, o se dirigían a San Salvador de Oviedo. Su emplazamiento se basó en una serie de edificaciones defensivas, quizás ocupando antiguos castros, en las lomas de la izquierda del río: Los que probablemente existieron en las inmediaciones de Barrio y Barrillos (vocablos que indican aledaños de una fortificación o castillo), y los documentados de San Salvador (sobre Santa Colomba) y Castillo de La Mata de Curueño de los que existen aún restos.

### La etapa jurisdiccional (siglosXIVaXIX)
Una amplia historiografía avala que todos los pueblos del municipio de Santa Colomba, más otros pertenecientes ahora a La Vecilla, formaron desde la etapa medieval el llamado Concejo del Curueño o Valle del Curueño. Era un territorio de señorío civil, dependiente de la familia de los Guzmanes, a través de la Excelentísima Casa y estado de Toral, dueña, entre otras posesiones, del castillo de Aviados y la casa solariega de Vegas del Condado. A pesar del castigo real de Carlos I a los Guzmanes, por su apoyo a los comuneros, esta familia continuó ejerciendo su señorío durante tres siglos más, cobrando los impuestos de foros de monte y foros de vegas. Los pueblos le rindieron vasallaje hasta la anulación de los derechos de señorío por Isabel II, en 1837. El último propietario, que era el duque de Uceda, vendió sus propiedades en la zona a mediados del siglo XIX. La hipótesis de que pudiera tratarse de la Real Encartación del Curueño es insostenible. Además de los sucesivos Catastros, los Empadronamientos distintivos de Estados y otras menciones documentales, se conservan en el Arca de las Tres llaves de Valdepiélago los legajos de La Real Encartación del Curueño, que estuvo formada por diez pueblos, aguas arriba de La Vecilla. De forma que las divisiones jurisdiccionales del río Curueño hasta el Nuevo Orden Constitucional están perfectamente delimitadas, y son las siguientes:

Pendón de Santa Colomba

- La Hermandad de Los Argüellos

Territorio de realengo, en todas sus etapas históricas. El actual municipio de Valdelugueros fue su primera Tercia. Hay que excluir a Valdeteja y La Braña, que fueron señores de sí mismos, y a Valverde de Curueño, que perteneció a La Real Encartación.
- La Real Encartación del Curueño

Perteneció al obispado de León, hasta el reinado de Felipe II, en cuyo momento compró su propia jurisdicción, se emancipó del Obispado y pasó a depender del rey. Su centro defensivo fue el castillo de Montuerto, y sus integrantes fueron: Valdepiélago, Ranedo, Otero, La Vecilla, La Mata de la Bérbula, Correcillas, Valdorria, Valverde de Curueño, Montuerto y Nocedo.
- El Concejo del Curueño o Valle del Río Curueño

Perteneció desde época inmemorial a la familia de los Guzmanes. Estuvo formado por los pueblos de La Cándana, Sopeña de Curueño y los ocho pueblos del actual municipio de Santa Colomba. Su centro defensivo fue el Castillo de San Salvador.

Pendón de Pardesivil

Las casas solariegas y escudos heráldicos de varios pueblos del municipio pertenecieron a administradores o segundones de la familia de los Guzmanes, posteriormente unida por matrimonios a la de los Quiñones. Con el tiempo, apellidos como Robles o Lorenzana dieron origen a una nobleza rural de segunda línea, muy importante para el desarrollo del territorio. Viniendo a épocas más cercanas, hay que resaltar la perfecta organización comunal de los pueblos del Curueño, gobernados por sus Ordenanzas. Una feliz circunstancia nos permite conocer en su integridad las Ordenanzas de Pardesivil, de 1723. Fueron dadas a conocer por Gregorio Boixo, en 2001, y constan de 77 capítulos, que reglamentan todos los aspectos de la vida comunal. Esta joya histórica no es un caso único. Todos los pueblos tuvieron sus Ordenanzas, verdadero código de funcionamiento civil. Podríamos llamarlo el segundo poder, después del Estado, mucho más cercano y decisivo que aquel. El tercer poder correspondió a la Iglesia. Su influencia en la vida de los pueblos en siglos pasados fue inmensa, mediante la tutela religiosa de parroquias, ermitas, cofradías y una maraña de relaciones donde lo espiritual se mezclaba con lo material. Hay que reseñar la importancia del estudio del sacerdote Laurentino César López, sobre los pueblos del sur del municipio Porma-Curueño: Los pueblos de la confluencia a través de los archivos parroquiales. Las interrelaciones de la vida espiritual con la secular, sus influencias recíprocas, las aportaciones de parroquias y ermitas a la fundación de los pueblos y su legado en la arquitectura religiosa, la imaginería y el arte… son temas de enorme interés histórico, que Laurentino aborda en la citada obra. Esta incursión en el pasado merecería una más amplia exposición. Su objetivo no es un apunte de nostalgia, sino una simple constatación histórica, de afirmación en los orígenes.

## Demografía

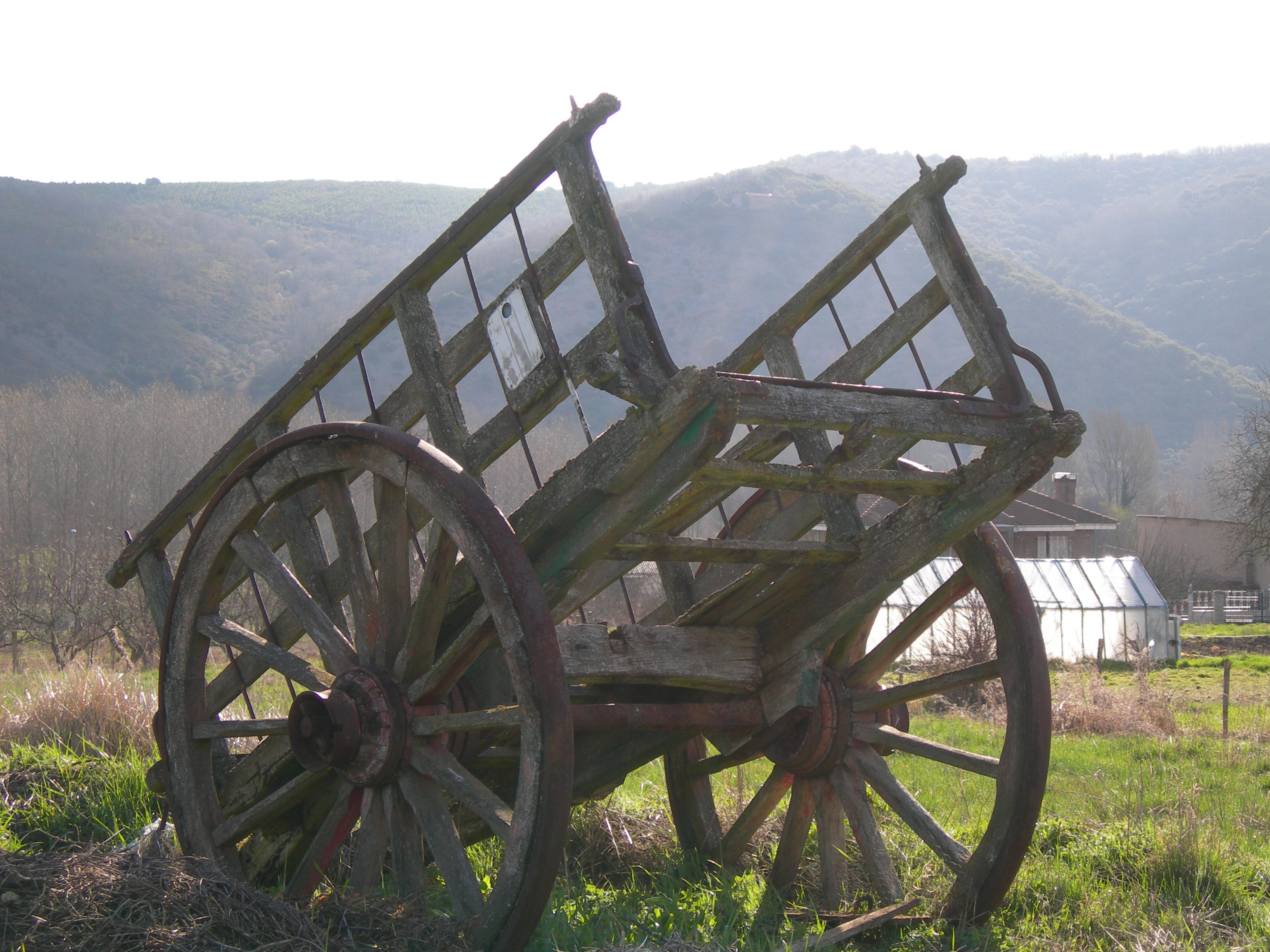
Carro de madera

Cuenta con una población de 507 habitantes (INE 2024).
| Gráfica de evolución demográfica de Santa Colomba de Curueño entre 1842 y 2021                                        |
| |
| Población de derecho según los censos de población del INE. Población de hecho según los censos de población del INE. |

## Símbolos
Escudo
El escudo municipal fue aprobado en 1992. Consta de ocho roeles o círculos, que representan sus núcleos de población, así como un cauce o ribera de río.
Heráldicamente se define como: Escudo cortado. 1.º de azur, una faja ondeada de plata; 2.º de plata, ocho roeles de azur puestos cuatro, tres y uno. Al timbre corona real cerrada.